# Dave Gibbons

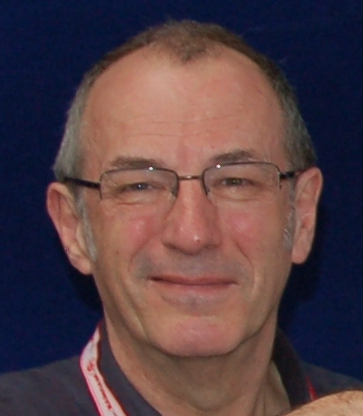
Dave Gibbons (2013)

Dave Gibbons (ur. 14 kwietnia 1949 w Londynie) – brytyjski rysownik i scenarzysta komiksowy, laureat Nagrody Eisnera.
Gibbons jest współtwórcą komiksu Strażnicy (Watchmen), według scenariusza Alana Moore’a. Pracował także nad takimi seriami, jak Judge Dredd, Dr Who, Hulk, Superman, Future Shock oraz „one-shotami” (w tym wydane w Polsce The Originals i Batman vs. Predator).